# ویلیتون (بازیکن فوتبال)
ویلیتون سوارس د مورایس (به پرتغالی: Welliton Soares de Morais) بازیکن فوتبال در پست بازیکن فوتبال در پست مهاجم اهل برزیل است که در شهر کنسیسائو از آراگوآیا و در تاریخ ۲۲ اکتبر ۱۹۸۶ به دنیا آمده‌است.

## باشگاهی

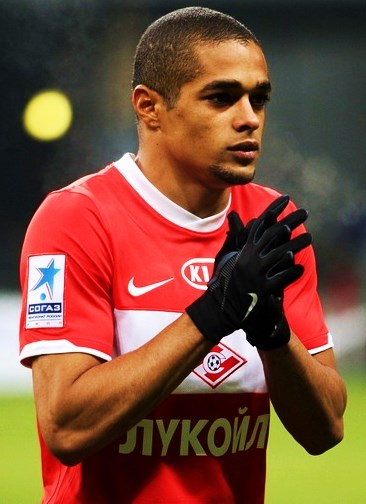
ویلیتون سوارس د مورایس در سال 2014

ویلیتون در تیم‌های فوتبال اسپارتاک مسکو، گرمیو، سائو پائولو، سلتاویگو و مرسین سابقهٔ حضور دارد.